# 800
Évszázadok: 7. század – 8. század – 9. század
Évtizedek: 750-es évek – 760-as évek – 770-es évek – 780-as évek – 790-es évek – 800-as évek – 810-es évek – 820-as évek – 830-as évek – 840-es évek – 850-es évek
Évek: 795 – 796 – 797 – 798 –  799 – 800 – 801 – 802 – 803 – 804 – 805

## Események

### Európa
- Nagy Károly frank király nyár végén Rómába indul, hogy személyesen vizsgálja ki III. Leó pápa ügyét, akit ellenfelei többek között paráználkodással és hamis eskütétellel vádoltak meg. Decemberben a pápát felmentik minden vád alól. December 25-én a karácsonyi misén Leó pápa a rómaiak császárává (Imperator Romanorum) kiáltja ki és megkoronázza Károlyt. Ugyanekkor Károly fiát, Ifjabb Károlyt a pápa Neustria királyává koronázza. Egyes történetírók szerint az esemény meglepetésszerűen érte Károlyt, de mai történészek szerint már legalább egy-két éve készült rá. Bizánc, amely magát tartja az egész kereszténység szellemi központjának, élesen elutasítja a koronázást és nem ismeri el Károlyt császárként; tekintélyét azonban megrendítették az utóbbi évtizedekben az ikonromboló-ikontisztelő harcok (amelyektől a nyugati kereszténység elhatárolta magát), valamint az hogy a császári trónon addig példátlan módon egy nő ült (Eiréné, aki ráadásul saját fiát vakíttatta meg, hogy egyeduralkodó lehessen).
- Aquitániai Lajos (Nagy Károly fia) bevonul az Ibériai-félszigetre és ostrom alá veszi Barcelonát (amelyet a córdobai emír visszafoglalt, azt követően, hogy lázadó kormányzója átadta a várost a frankoknak). Az ostrom ideje alatt csapatai feldúlják Lleida és Huesca környékét is.
- Northumbriában a piktekhez száműzött Ealhmund (Alhred király fia) sereggel tér vissza, de Eardwulf király legyőzi és megöleti a herceget.
- Írországban elkészül a Kellsi kódex (hozzávetőleges dátum).

### Abbászida Kalifátus
- Hárún ar-Rásíd kalifa öröklődő emíri címet adományoz Ibráhim ibn al-Aglabnak, aki a sorozatos felkelések után helyreállította a rendet az észak-afrikai Ifríkija tartományban; ezzel Ibráhim megalapítja az Aglabida dinasztiát.

### Korea
- Meghal Szoszong sillai király. Utóda 12 éves fia, Edzsang.

## Születések
- Nominoe, bretagne-i herceg
- Pribina, nyitrai fejedelem
- Swithun, winchesteri püspök

## Halálozások
- Luitgard, Nagy Károly felesége
- Szoszong, sillai király
- Sztaurakiosz, bizánci politikus és hadvezér

## Fordítás
- Ez a szócikk részben vagy egészben  a(z)   800 című angol Wikipédia-szócikk ezen változatának fordításán alapul.  Az eredeti cikk szerkesztőit annak laptörténete sorolja fel. Ez a jelzés csupán a megfogalmazás eredetét és a szerzői jogokat jelzi, nem szolgál a cikkben szereplő információk forrásmegjelöléseként.